# Marian Nowiński
Marian Nowiński (ur. 11 lutego 1897 w Leżajsku, zm. 24 lipca 1977 w Poznaniu) – polski botanik, rolnik, leśnik, historyk rolnictwa i ogrodnictwa.

## Biografia
Syn Bronisława i Zofii z Dolińskich. Ukończył szkołę powszechną w Leżajsku (1907) i gimnazjum w Rzeszowie (1915), potem w latach 1915–1921 studiował nauki rolnicze i przyrodnicze na Uniwersytecie Jagiellońskim, gdzie w 1919 roku (po uzyskaniu tytułu inżyniera rolnictwa) objął stanowisko asystenta prof. dr. Kazimierza Roupperta, a w 1921 roku uzyskał doktorat z filozofii (z zakresu botaniki). W 1921 roku otrzymał też tytuł inżyniera leśnictwa, Wsparł wtedy ratowanie Zamku Królewskiego na Wawelu. W latach 1921–1944 był administratorem gospodarstwa rolniczo-leśnego (rodzinnego majątku – folwarku) w Tryńczy. W tym czasie badał florę i zespoły roślinne Puszczy Sandomierskiej. Współpracował z prof. dr. Władysławem Szaferem. Działał czynnie w Polskim Towarzystwie Botanicznym, Polskim Towarzystwie Przyrodników im. Kopernika, Polskim Towarzystwie Ogrodniczym, należał do Komisji Fizjograficznej Polskiej Akademii Umiejętności, Société linnéenne w Lyonie, Bureau International de la Protection de Nature w Brukseli. Aktywny społecznik i działacz społecznych organizacji: kółka rolniczego, spółdzielni mleczarskiej, Kasy Stefczyka; zasiadał także we władzach: Składnicy Kółek Rolniczych w Przeworsku, Spółdzielczym Banku Rolniczym w Jarosławiu, Małopolskim Związku Mleczarskim w Krakowie. 
Po zakończeniu II wojny światowej opuścił tryniecki majątek i osiedlił się na Ziemiach Odzyskanych. Pracował w Wojewódzkim Urzędzie Ziemskim dla Dolnego Śląska z siedzibą w Cieplicach Śląskich i w Zarządzie Okręgowym Państwowych Nieruchomości Ziemskich (PNZ) w Jeleniej Górze, a w 1947 roku wyjechał do Poznania, by objąć posadę w Centralnym Zarządzie PNZ. Odtąd zainteresował się problematyką zwalczania chwastów. W okresie 1950–1960 pracował naukowo w Państwowym Instytucie Naukowym Leczniczych Surowców Roślinnych w Poznaniu (PINLSR, obecnie: Instytut Włókien Naturalnych i Roślin Zielarskich), gdzie redagował kwartalnik naukowy „Biuletyn Instytutu Roślin Leczniczych” i rozwinął badania nad rozmieszczeniem dziko rosnących oraz uprawą roślin leczniczych. Od 1954 roku – jako docent – był kierownikiem Zakładu Botaniki Stosowanej i Aklimatyzacji PINLSR. W latach 1960–1967 był kierownikiem Katedry Botaniki w Wyższej Szkole Rolniczej w Poznaniu. W 1967 roku przeszedł na emeryturę. 
Dorobek naukowy obejmuje 73 pozycje książkowe (w tym 10 podręczników), ogółem zaś bibliografia prac docenta liczy 137 publikacji z zakresu ekologii (głównie chwastów), fitosocjologii, ochrony przyrody oraz historii upraw, m.in.: Łąki i pastwiska (1950), Chwasty łąk i pastwisk (1959, wyd. 3 popr. i uzup. 1970), Rośliny lecznicze flory polskiej (1959), Łąkarstwo, t. 1: Łąkoznawstwo (1965, wyd. 2 1970), Polskie zbiorowiska trawiaste i turzycowe (1967), a także trzy obszerne monografie botaniczne z zakresu historii rolnictwa i ogrodnictwa: Dzieje upraw i roślin uprawnych (1957, wyd. nowe [poszerzone] 1970), Dzieje roślin i upraw ogrodniczych (1977), Dzieje upraw i roślin leczniczych (1980, wyd. 2 1983).
Marian Nowiński wypromował 8 doktorów. Został pochowany na Cmentarzu Junikowskim w Poznaniu (pole 29, rząd 5, miejsce 3).
Ożenił się z Zofią Surzycką, córką Stefana Surzyckiego i Zofii z Niecielskich.

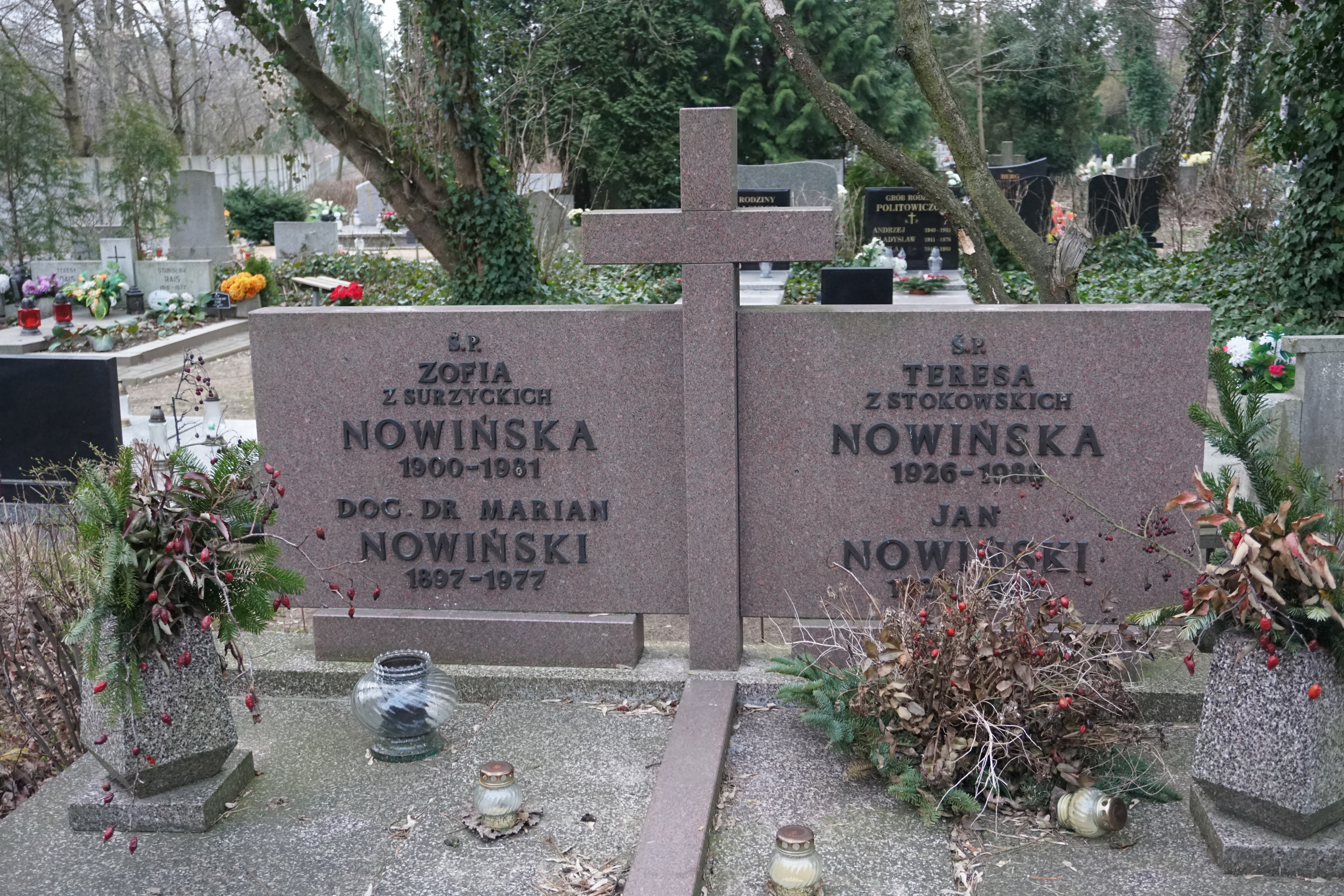
Grób doc. Mariana Nowińskiego na Cmentarzu Junikowskim